# Xã Bristol, Quận Faulkner, Arkansas
Xã Bristol (tiếng Anh: Bristol Township) là một xã thuộc quận Faulkner, tiểu bang Arkansas, Hoa Kỳ. Năm 2010, dân số của xã này là 233 người.